# Thierry Ier de Lusace
Pour les articles homonymes, voir Thierry Ier et Thierry.
Thierry II (en allemand : Dietrich), né vers 990 et mort le 19 novembre 1034, est un prince de la maison de Wettin, fils du margrave Dedo Ier de Mersebourg. Il fut margrave de Lusace (en tant que Thierry Ier) de 1032 à sa mort. 

## Biographie
Il était le seul fils de Dedo Ier, margrave de Mersebourg, et de son épouse Thietburge, une fille cadette du comte Dietrich d'Haldensleben qui fut seigneur de la marche du Nord jusqu'en 983. Il a été baptisé au nom de son grand-père Thierry Ier de Liesgau, l'ancêtre de la maison de Wettin. Son père Dedo grandit dans la famille de Rikdag, margrave de Misnie, un proche parent et l'un des plus puissants seigneurs dans les territoires slaves à l'est du duché de Saxe. À la mort de son père, tué en 1009, Thierry, lors d'une diète à Pöhlde, reçut du roi Henri II des droits comtaux dans les domaines des Wettin en Ostphalie. Après le décès de son oncle Frédéric en 1017, le roi lui cède le comté de Brehna et d'Eilenbourg en tant que fief souverain. 
Depuis la guerre germano-polonaise et le traité de Bautzen conclu en 1018, le prince Boleslas Ier de Pologne régnait sur la partie orientale de la marche de l'Est saxonne et également sur les pays des Milceni au sud. Le comte Thierry, conjointement avec son beau-frère le margrave Hermann Ier de Misnie, est intervenu en tant que témoin de l'accord à Bautzen. Après la reprise des combats sous Mieszko II de Pologne, fils de Boleslas, il a organisé la résistance armée. Selon les rapports de l'Annalista Saxo, ses efforts ont été une clé pour la suppression de la domination polonaise, achevée au cours de deux campagnes militaires menées par l’empereur Conrad II le Salique en 1031/1032 qui lui permettent de reprendre la Lusace. À la suite de la mort du margrave Odo II en 1032, Thierry fut nommé margrave, le premier de la maison de Wettin.
Son ascension, toutefois, lui a valu l'hostilité de l'entourage familial de son épouse Matilda de Misnie. Le 19 novembre 1034, il est assassiné par les sbires de son beau-frère Ekkehard II qui assume l'administration de la Lusace pour le compte de son neveu Dedo II.

## Mariage et descendance
Thierry épousa Matilda, fille du margrave Ekkehard Ier de Misnie, dont :
- Dedo II († 1075), nommé margrave de Lusace en 1046 ;
- Conrad († 1050), comte de Camburg ;
- Thimo  († 1091 ou 1118), comte de Wettin ;
- Gero († 1089), comte de Brehna ;
- Frédéric († 1084), évêque de Münster en 1064 ;
- Hilda (ou Ide), épouse du duc Spytihněv II de Bohême ;
- Rikdag.

Thierry appartint à la première branche des Wettin, un lointain ancêtre des princes appartenant aux différentes maisons de Saxe. Les électeurs puis rois de Saxe appartiennent à la sixième branche de la dynastie, ils ont pour ascendant Albert III de Saxe (1443-1500), fils de l'électeur Frédéric II, lui-même appartenant à la première branche de la maison de Wettin. Thierry est également le lointain ascendant des familles royales de Bulgarie, du Royaume-Uni, du Portugal et de Belgique (maison de Saxe-Cobourg et Gotha). 